# سوزان وایلد
سوزان وایلد (زاده ۷ ژوئن ۱۹۵۷) یک وکیل و سیاستمدار آمریکایی از مشترک المنافع پنسیلوانیا است. او که یک دموکرات و عضو مجلس نمایندگان ایالات متحده از حوزه انتخابیه هفتم پنسیلوانیا  است. این منطقه در قلب دره لیهی قرار دارد و شامل آلن تاون، بیت لحم، ایستون و بنگر است. وایلد پس از استعفای چارلی دنت در سال ۲۰۱۸، دو ماه آخر سال ۲۰۱۸ را به عنوان عضو حوزه انتخابیه پانزدهم پنسیلوانیا  گذراند. او همچنین ریاست گروه ویژه تغییرات آب و هوایی ائتلاف دموکرات جدید را بر عهده دارد و نایب رئیس گروه کارگری و خانواده‌های کارگری کنگره و کمیته فرعی آفریقا، بهداشت جهانی، حقوق بشر جهانی و سازمان‌های بین‌المللی است.
وایلد دختر نورمن لیث و سوزان استیموس الیس است. مادرش روزنامه‌نگار بود. پدرش در طول جنگ جهانی دوم و جنگ کره در نیروی هوایی ایالات متحده خدمت کرد. وایلد در پایگاه نیروی هوایی ویسبادن، آلمان غربی به دنیا آمد، در حالی که پدرش در آنجا مستقر بود. او همچنین در فرانسه، کالیفرنیا، نیومکزیکو و واشینگتن دی سی زندگی کرده است.